# Luther (rappeur)
Pour les articles homonymes, voir Luther (homonymie).
Luther ou Lutherantz, est un rappeur français né en 2003 à Avignon,  connu notamment pour être le précurseur de la new wave. Il s'inscrit dans le registre du rap français dès l'âge de 16 ans avec son album Trame, puis se fera véritablement connaître par son album Garçon sorti en 2022 certifié aujourd'hui disque d'or. Son titre éponyme totalise lui plus de 15 000 000 streams, ce qui lui vaut donc un single d'or. 
Malgré son jeune âge, Luther est reconnu pour son écriture mature, mais aussi pour ses codes typiques de la new wave. Il se classe dans ce registre aussi bien par sa musique que par son comportement artistique, n'apparaissant jamais dans les médias, choisissant une publicité presque inexistante (ses sons sont en effet peu teasés) et ne donnant que très peu d'informations sur lui-même.

## Biographie
Né à Avignon, dans le département du Vaucluse, Luther déménage par la suite à Niort, situé dans les Deux-Sèvres.
Ses premiers pas dans le domaine de la musique se font à la fin des années 2010, lorsqu'il commence sa carrière sur la plateforme de streaming SoundCloud.
L'année 2020 marque un tournant dans la carrière de Luther. Alors équipier polyvalent dans la restauration rapide, il sort son premier album Trame, suivi de près par la publication de son EP Idd. Sa notoriété se consolide avec la parution de deux albums: Garçonen juin 2022 et Exit en mars 2024.
Il est à noter que Luther adopte une politique de non-communication, refusant systématiquement de donner des interviews.

### Carrière

#### TrameetIDD(2020-2021)
Le 22 juin 2020, le jeune rappeur alors seulement âgé de 16/17 ans sort son premier album intitulé Trame contenant 8 titres.
Le 20 mars 2021, Luther sort un nouvelle EP qui s'intitule IDD et qui contient 6 titres.

#### GarçonetAMI(2022-2023)
Le 3 juin 2022, il sort son premier album Garçon avec son label Sublime, certifié or en mars 2024,.
Le 29 mars 2023, Luther sort un triple single AMI composé de trois titres. Cet EP marque son entrée dans le label Sublime du célèbre artiste Disiz,.

#### Exit(2024)
Publié le 1er mars 2024 sur le label Sublime de Disiz, l'album Exit explore des thèmes allant des défis personnels aux réflexions existentielles,. Sa promotion est appuyée par la sortie du single Rouge Goron et du clip Mossy Cobblestone, et d'une tournée nationale, Tour 2024,. Il expérimente de nouvelles sonorités en incorporant des éléments de la musique pop et électronique,.
Le 20 mars 2024, un jeu vidéo indépendant nommé Egress s'inspirant de la direction artistique du projet est publié par l'utilisateur Mill0t sur itch.io.

## Style musical
Avec La Fève et So La Lune notamment, Luther se positionne en tant que pionnier de la new wave française, adoptant un style de rap à la voix morose, sur des productions synthétiques minimalistes, influencées par l'électro et la drum and bass,.
À travers ses paroles, il offre une vision incisive du monde tel qu'il le perçoit,.

## Discographie

### Singles
| Année | Titre                                     | Meilleure position | Meilleure position | Meilleure position | Certifications       | Album  |
| Année | Titre                                     | FR                 | WAL                | SUI                | Certifications       | Album  |
| ----- | ----------------------------------------- | ------------------ | ------------------ | ------------------ | -------------------- | ------ |
| 2020  | Montrer les dents (avec 14Mirage, Ousbel) | —                  | —                  | —                  | —                    | —      |
| 2021  | TR4PST4R                                  | —                  | —                  | —                  | —                    | —      |
| 2021  | Alakazam                                  | —                  | —                  | —                  | - France (SNEP) : Or | GARÇON |
| 2022  | Câlins (avec 1863)                        | —                  | —                  | —                  | —                    | —      |
| 2022  | Blake & Mortimer                          | —                  | —                  | —                  | - France (SNEP) : Or | GARÇON |
| 2022  | Lessgui                                   | —                  | —                  | —                  | - France (SNEP) : Or | GARÇON |
| 2022  | Garçon                                    | —                  | —                  | —                  | - France (SNEP) : Or | GARÇON |
| 2023  | inaudible (avec LUCASV)                   | 156                | —                  | —                  | —                    | AMI    |
| 2024  | Rouge Goron                               | 166                | —                  | —                  | —                    | EXIT   |
| 2024  | Mossy Cobblestone                         | 137                | —                  | —                  | —                    | EXIT   |

### Apparitions
2021 :
- HappyMoli - Viseur
- HollowS avec Mello, Luther, Ousbel et S1 - Meda

2022 :
- NeS - Lex Luthor
- NeS - Killcam
- Sely avec Luther et neophron - g.lassée
- Selug avec $enar et Luther - Léon
- abel31 -  crystal
- Rounhaa avec Luther et LUCASV - baume

2025 :
- Rounhaa - fantom
- sanperseus - ARCOM